# Saline (Michigan)
Saline é uma cidade localizada no estado americano de Michigan, no Condado de Washtenaw.

## Demografia
Segundo o censo americano de 2000, a sua população era de 8034 habitantes.
Em 2006, foi estimada uma população de 8817, um aumento de 783 (9.7%).

## Geografia
De acordo com o United States Census Bureau tem uma área de
12,1 km², dos quais 12,0 km² cobertos por terra e 0,1 km² cobertos por água. Saline localiza-se a aproximadamente 250 m acima do nível do mar.

## Localidades na vizinhança
O diagrama seguinte representa as localidades num raio de 20 km ao redor de Saline.